# 乔治·伯恩斯
乔治·伯恩斯（英語：George Burns，1896年1月20日—1996年3月9日），出生名内森·伯恩鲍姆（英語：Nathan Birnbaum），美国男演员、歌手和作家，曾获奥斯卡最佳男配角奖。
1996年伯恩斯成为百岁老人，他还在继续工作，直到几周后比佛利山庄的家中因心脏骤停死亡。